# إل أرينال (إسبانيا)
بلدية إل أرينال (بالإسبانية: El Arenal) هي بلدية تقع في مقاطعة آبلة التابعة لمنطقة قشتالة وليون وسط إسبانيا.

## الديموغرافيا
يبلغ عدد سكان بلدية إل أرينال 1.060 نسمة عام 2011 (وفقاً للمعهد الوطني للإحصاء الإسباني).
| 1.109 | 1.075 | 1.061 | 1.068 | 1.100 | 1.046 | 1.060 |

## أعلام
- جولييان مونيوث